# ساچیهیکو تاکدا
ساچیهیکو تاکدا (انگلیسی: Sachihiko Takeda؛ زادهٔ ۱۲ آوریل ۱۹۳۷) کشتی‌گیر اهل ژاپن بود.